# Inari Corona
Inari Corona est une corona, formation géologique en forme de couronne, située sur la planète Vénus par -18° S et 120,3° E. Elle est localisée dans le quadrangle de Thetis Regio. Elle a été nommée en référence à Inari, déesse japonaise du riz. 

## Géographie et géologie
Inari Corona couvre une surface circulaire d'environ 300 km de diamètre. 